# Campeonato Mundial de Ciclismo em Pista de 1993
O XC Campeonato Mundial de Ciclismo em Pista celebrou-se em Hamar (Noruega) entre 17 e 29 de agosto de 1993 baixo a organização da União Ciclista Internacional (UCI) e a Federação Noruega de Ciclismo.
As competições realizaram-se no velódromo Vikingskipet da cidade norueguesa. Ao todo disputaram-se 11 provas, 8 masculinas e 3 femininas.

## Medalhistas

### Masculino
| Evento                  | Ouro                                                                                              | Prata                                                                    | Bronze                                                                          |
| ----------------------- | ------------------------------------------------------------------------------------------------- | ------------------------------------------------------------------------ | ------------------------------------------------------------------------------- |
| Velocidade individual   | Gary Neiwand · Austrália                                                                          | Michael Hübner · Alemanha                                                | Eyk Pokorny · Alemanha                                                          |
| Perseguição individual  | Graeme Obree · Reino Unido · 4:20,894 RM}}                                                        | Philippe Ermenault · França ·                                            | Christopher Boardman · Reino Unido ·                                            |
| Perseguição por equipas | Austrália · Brett Aitken · Stuart O'Grady · Timothy O'Shannessey · Billy Shearsby · 4:03,840 RM}} | Alemanha · Guido Fulst · Jens Lehmann · Andreas Bach · Torsten Schmidt · | Dinamarca · Jimmi Madsen · Klaus Kynde Nielsen · Jan Bo Petersen · Lars Olsen · |
| 1 km contrarrelógio     | Florian Rousseau · França · 1:03,393                                                              | Shane Kelly · Austrália · 1:03,494                                       | Jens Glücklich · Alemanha · 1:04,042                                            |
| Carreira por pontos     | Etienne De Wilde · Bélgica · 26 pts.                                                              | Éric Magnin · França · 17 pts.                                           | Vasyl Yakovlev · Ucrânia · 13 pts.                                              |
| Keirin                  | Gary Neiwand · Austrália                                                                          | Marty Nothstein · Estados Unidos                                         | Toshimasa Yoshioka · Japão                                                      |
| Médio fundo             | Jens Veggerby · Dinamarca · 85 pts.                                                               | Roland Königshofer · Áustria · 75 pts.                                   | Carsten Podlesch · Alemanha · 46 pts.                                           |
| Tándem                  | Itália · Federico Paris · Roberto Chiappa                                                         | Austrália · Stephen Pate · Danny Day                                     | Chéquia · Lubomír Hargaš · Arnošt Drcmánek                                      |

### Feminino
| Evento                 | Ouro                                           | Prata                                   | Bronze                                    |
| ---------------------- | ---------------------------------------------- | --------------------------------------- | ----------------------------------------- |
| Velocidade individual  | Tanya Dubnicoff · Canadá                       | Ingrid Haringa · Países Baixos          | Nathalie Even · França                    |
| Perseguição individual | Rebecca Twigg · Estados Unidos · 3:37,347 RM}} | Marion Clignet · França ·               | Janie Eickhoff · Estados Unidos ·         |
| Carreira por pontos    | Ingrid Haringa · Países Baixos · 27 pts.       | Svetlana Samojvalova · Rússia · 16 pts. | Jessica Grieco · Estados Unidos · 14 pts. |

## Medalheiro
| Ordem | País           | Medalha de ouro | Medalha de prata | Medalha de bronze | Total |
| ----- | -------------- | --------------- | ---------------- | ----------------- | ----- |
| 1     | Austrália      | 3               | 2                | 0                 | 5     |
| 2     | França         | 1               | 3                | 1                 | 4     |
| 3     | Estados Unidos | 1               | 1                | 2                 | 4     |
| 4     | Países Baixos  | 1               | 1                | 0                 | 1     |
| 5     | Dinamarca      | 1               | 0                | 1                 | 2     |
| 5     | Reino Unido    | 1               | 0                | 1                 | 2     |
| 7     | Bélgica        | 1               | 0                | 0                 | 1     |
| 7     | Canadá         | 1               | 0                | 0                 | 1     |
| 7     | Itália         | 1               | 0                | 0                 | 1     |
| 10    | Alemanha       | 0               | 2                | 3                 | 5     |
| 11    | Áustria        | 0               | 1                | 0                 | 1     |
| 11    | Rússia         | 0               | 1                | 0                 | 1     |
| 13    | Japão          | 0               | 0                | 1                 | 1     |
| 13    | Chéquia        | 0               | 0                | 1                 | 1     |
| 13    | Ucrânia        | 0               | 0                | 1                 | 1     |
|       | TOTAL          | 11              | 11               | 11                | 33    |